# Корейска война
Корейската война е конфликт между Северна Корея и Южна Корея, продължил от 25 юни 1950 г. до 27 юли 1953 г. и първият горещ конфликт в рамките на Студената война; сблъсък между САЩ и техните съюзници от ООН и комунистическите сили Китай и СССР. Основните съюзници на Южна Корея са САЩ, Канада, Австралия и Великобритания, но и много други държави изпращат свои войски. Съюзниците на Северна Корея са Китай, с военни подкрепления, и Съветския съюз, който изпраща военни съветници и военни пилоти, както и оръжие за китайските и севернокорейски войски.
В края на Втората световна война Съветският съюз изтласква японците от Корейския полуостров. Съветската армия окупира северната част, а американската – южната част на страната.
Войната започва с нападение над Юга от страна на Ким Ир Сен, който се надява по военен път да обедини Корея в една държава, управлявана в духа на комунистическата диктатура. В отговор Съветът за сигурност на ООН взема решение да подкрепи южнокорейците. В обстановката на политика на бойкот, предприета от СССР, ООН с решаващото участие на САЩ, контраатакува и отблъсква войските на Северна Корея до границите на Китай.
Впоследствие нито една от страните няма сигурно надмощие и войната се води с променлив успех за всяка от тях до създаването на 2 корейски държави с ясни граници, разделени от 5-километрова демилитаризирана зона. Мирен договор между САЩ и Северна Корея все още не е сключен, въпреки желанията на последната. Примирието, с което е сложен край на военните действия, става възможно след като през 1952 г. става ясно, че САЩ няма да могат да използват ядрено оръжие, за да съкрушат силите на СССР.
Териториите на двете корейски държави почти съвпадат с тези на двете окупационни зони след края на Втората световна война.

## Причини и повод за войната
През 1943 г. с Каирската декларация президентът на САЩ Франклин Рузвелт, министър-председателят на Великобритания Уинстън Чърчил и президентът на Китай генералисимус Чан Кайшъ обявяват бъдещата независимост на Корея от Япония, чиято колония тя е от 1910 г.
През август 1945 година по силата на договор между СССР и САЩ територията на Корея бива разделена по 38-ия паралел на две зони – северна и южна, заети съответно от съветски и американски войски, способствали за капитулацията на Япония на Корейския полуостров. В съответствие с нов договор между САЩ и СССР от декември 1945 година в двете части на страната са сформирани отделни правителства.
СССР не одобряват решенията на ООН от 1948 година за провеждане на всеобщи избори в Корея, в резултат на което такива избори са проведени само в южната част на страната, а по-късно, на 15 август 1948 г., е провъзгласено създаването на Корейската република (Южна Корея). Едновременно е основана и Корейската народно-демократична република (Северна Корея), под управлението на комунистите.
САЩ струпват войски в Южна Корея, а след края на войната оставят военни съветници, които да обучават местната армия. Правителства и на двете държави желаят властта над цяла Корея. Затова през есента и зимата на 1949 година има сериозни гранични инциденти, които се повтарят и през есента на 1950 година.

## Етапи на войната
Цялата война може да се разгледа в четири основни етапа:
1. Начало на конфликта и офанзива на войските на КНДР в територията на Южна Корея.
2. Десант на силите на ООН при Инчон и настъпление към границата с Манджурия на силите на ООН.
3. Намеса на Китай и отстъпление на силите на ООН.
4. Позиционна война и мирни преговори

## Начало на конфликта
Северна Корея напада Южна Корея. Целта е обединение на страната. По данни на наблюдатели от САЩ и ООН, пехота и танкове на Севера преминават 38-ия паралел в 4 часа сутринта на 25 юни 1950 г., с основно направление коридора Почхон – Ийджонбу – Сеул, а второстепенният удар е нанесен едновременно на полуостровите Онджин и Чхунчон в източния район. На 25 юни на събрание на Съвета за сигурност на ООН за обсъждане на кризата е приета резолюция за незабавно прекратяване на военните действия и оттегляне на севернокорейската войска на север от 38-ия паралел. Представителите на СССР не участват в заседанието и обявяват резолюцията за незаконна; освен това заявяват, че нахлуването на Северна Корея е било провокирано.
На 27 юни Съветът за сигурност приема втора резолюция, протестирана този път от Югославия; СССР отсъства от заседанието, а Индия и Египет се въздържат при гласуването. Взето е решение ООН да предостави помощ на Южна Корея за възстановяване от нападението, а президентът на САЩ Хари Труман да изпрати военновъздушни и военноморски сили в помощ на южнокорейските сили.
На 29 юни генералният секретар на ООН Тригве Ли се обръща към членовете на организацията с въпроса каква помощ са готови да окажат. Отначало решават, че американската авиация ще бъде достатъчна за победа над Пхенян. По-късно по въздух е дислоцирана и 24-та пехотна дивизия на САЩ. Тя встъпва в бой на 5 юли в района Осана на юг от Сеул.
Последните действия на ООН датират от 7 юли. Съветът за сигурност предлага на страните военен контингент и помощ под общото командване на САЩ. Резолюция 84 гласи, че САЩ ще назначат командващ на обединените сили и им се разрешава да използват флага на ООН в операциите против севернокорейците. На 8 юли Труман назначава генерал Дъглас МакАртър за командващ въоръжените сили на ООН в Корея, а на 13 юли за командващ 8-а американска армия е назначен генерал-лейтенант У. Уолкър. В средата на юли четири батальона от американската армия подсилват южнокорейската войска. Те настъпват към река Кум – последната естествена преграда по пътя към временната столица на Южна Корея Теджон. Форсирането на река Къмган е проведено на 17 юли, а на 21 юли Теджон пада. Ръководещият атаката генерал-майор У. Дин, командир на 24-та дивизия на САЩ, изчезва безследно в хода на сражението – оказва се, че е пленен от севернокорейците; освободен е на 3 септември 1953 година.

### Пусански отбранителен плацдарм
Армията на КНДР в началото провежда успешно настъпление по западния бряг на страната, докато въоръжените сили на ООН изграждат нова укрепителна линия на североизток от изключително важния град Тег (80 км северно от Пусан). В началото на август силите на ООН създават изключително надеждна отбранителна линия, минаваща по река Нактонган на север от Чинджу до точката 30 км северно от Тег и достигаща на изток до точка северно от пристанището Пхохан, разположено на източното крайбрежие. Така при положение, че Чинджу и Пхохан паднели, подразделенията на армията на Северна Корея щели да заемат позиции на 15 км от Тег.
Пусанският отбранителен плацдарм се държи като защитниците водят ожесточени отбранителни боеве през август-септември. На запад севернокорейците атакуват Масан, но не успяват да го овладеят. Въпреки че на няколко пъти реката бива форсирана, войските на ООН успяват да удържат атаките.
Добре оборудваното пристанище Пусан бива използвано за доставка на подкрепления от войските на САЩ. Понасящите цялата тежест на военните действия 1-ва кавалерийска, 24-та и 25-а дивизия са подсилени от 1-ва дивизия от морската пехота и 2-ра дивизия от армията на САЩ.
Най-големият пробив на севернокорейските войски е на 5 септември, когато те се вклиняват по източното крайбрежие, превземат Пхохан, насочват се към Кенджу и дори застрашават Инчон. В течение на няколко дни има опасност град Тег да бъде обходен по фланга и даже да се настъпи срещу Пусан, но 24-та американска дивизия отблъсква силите на противника и те така и не успяват да организират ново нападение.

## Десантът в Инчон и настъпление в посока на манджурската граница
На 15 септември войски на ООН в състав 1-ва дивизия от морската пехота и 7-а пехотна дивизия правят десант в Инчон, смятан за морската врата към Сеул.
Силите на ООН започват настъпление на север в направление река Ялуцзян и манджурската граница, разделени на две групировки. На запад е 8-а армия под командването на генерал Уолкър, в състав 1-ва кавалерийска, 2-ра, 24-та, 25-а пехотна дивизия от армията на САЩ, 4-ри южнокорейски дивизии, 27-а британска бригада, турски, филипински и тайландски подразделения. На изток е 10-и корпус под командване на генерал Елмонд в състав 7-а и 3-та пехотни дивизии и 1-ва дивизия на морската пехота на САЩ, две южнокорейски дивизии, и диверсионно-десантен отряд на кралската морска пехота. Първоначално настъплението не среща сериозен отпор, но към 1 ноември ситуацията рязко се променя. 24-та дивизия среща силна съпротива на 40 км от Ялуцзян. Предни отряди достигат до реката, но претърпяват съкрушително поражение. Части от 1-ва кавалерийска дивизия биват обкръжени и унищожени.
По неизвестни причини севернокорейското командване не успява да се възползва от своя успех. Войска на ООН отстъпвайки на запад влиза в съприкосновение с противника и подсилена от морската пехота прави пробив във важна стратегическа точка – язовира Чанджинх с ВЕЦ. Надолу, южнокорейски части почти без съприкосновение с противника достигат на 100 км от границата със СССР. Колона от 7-а дивизия прави пробив на манчжурската граница в района на Хесан. Окуражен от тези успехи, генерал МакАртър заповядва генерално настъпление на западния фронт, хвърляйки в бой всички дивизии. Операцията има за цел да сложи край на корейската война. За два дена (24 – 26 ноември) войските на ООН пристигат напълно безпрепятствено в Чонджу.

## Включване на Китай и отстъпление на войските на ООН
На 26 ноември във войната срещу войските на ООН се включват четири китайски армии (около 200 хил. души). Отначало настъплението на войските на ООН е преустановено, а по-късно, след поредица нощни атаки, преминават в отстъпление. На 28 ноември са принудени да се оттеглят от Чонджу. Заплашени са и от обкръжение, вследствие на обходна маневра по централното направление. Американската войска прави опит да се разположи на река Чхончхонган, но същевременно мощна колона вражески войски им прави обход във фланг и на 1 декември подхожда към Сончхону, разположен на 50 км от Пхенян. Друга мощна колона китайски войски се завръща на изток, в посока пристанище Вонсан. На 2 декември тя се намира все още на 40 км от града. Над 3-та, 7-а пехотни дивизии на САЩ, 1-ва дивизия морската пехота на САЩ и корейските ударни дивизии надвисва опасност да се окажат откъснати от вонсанското пристанище, техния снабдителен център. На 6 декември е проведена евакуация от Вонсан. 1-ва дивизия морска пехота на САЩ попада в пръстен от превъзхождащи я по сила китайски войски в района на водохранилище Чаджинха, а части на 7-а пехотна дивизия на САЩ се оказва в „чувал“ в близост до Харагу. Понесли сами тежестта на първите потери, на 10 декември и двете дивизии успяват да се присъединят към колоната на 3-та кавалерийска дивизия на САЩ, която постепенно пробива напред.
По-късно 10-и корпус се отправя към морското пристанище Хиннам; там на 11 декември започва евакуация с военноморските съдове на САЩ, завършила на 24 декември. Морето при Южна Корея бива прекосено от 105 хил. войници от американската и южнокорейската армии и 91 хил. цивилни лица. На 26 декември пристига съобщение, че 10-и корпус е предислоциран на мястото на разположение на 8-а армия и образувалото се съединение е под командването на генерал-лейтенант М. Риджуей, заел този пост вместо загиналия в автомобилна катастрофа генерал Уокър. По това време действащата на запад 8-а армия постепенно се придвижва на 38-ия паралел.
В навечерието на новата 1951 година китайците предприемат голямо настъпление на запад от Сеул. Отстъпвайки Сеул, войските на ООН организирано се установяват на река Ханган и се разполагат по линията на противника на североизток от района на Пхентхек на Жълто море. Настъплението на КНДР в централния сектор преминава успешно и в течение на 10 дена (07 – 17 декември 1951) Вонджу неколкократно преминава от едни в други ръце. Градът успява да устои до 24 януари, фронтът се стабилизира, а на войските на ООН се налага да отстъпят.

## Военни престъпления
По време на бомбардировките в продължение на три години загиват 20 процента от цялото севернокорейско население. Генерал Дъглас МакАртър предлага да се пуснат 30 до 50 атомни бомби и войната да свърши за десет дни, както и да направи границата на Северна Корея и Китай в непроходима радиоактивна зона, но не е получава разрешение за това.
Южнокорейската армия избива над 100 хил. души предполагаеми комунисти и симпатизанти на Северна Корея.

Севернокорейците също извършват етническо прочистване, избиват несъгласни с комунистическата политика и екзекутират военнопленици.

## Позиционна война и мирни преговори

### Контранастъплението на войските на ООН (25 януари – 21 април 1951)
На 25 януари на западната част на фронта започва операция Мълния. В резултат на бойните действия за 18 дни войските на ООН обособяват фронт до р. Ханган. На 5 февруари в средата на бойните действия е предприета операция Загон. На 11 февруари войските на Северна Корея и нейните съюзници предприемат едновременно контранастъпление и принуждават войските на ООН да отстъпят до Вонджу. Все пак на 21 февруари войските на ООН заемат отбранителен район североизточно от Вонджу.
На 7 март започва операция Разрушител – мащабно настъпление на войските на ООН по целия фронт. На 15 март без особени трудности е освободен Сеул и противникът става уязвим по целия западен фронт. В края на март войските на ООН достигат 38-ия паралел. В първата седмица на април боят се пренася в околностите на Хвачхон и долината на река Соянган.
На 11 април Труман освобождава МакАртър от командването на войските на Далечния изток заради разногласия по въпросите за воденето на бойните действия. На поста встъпва генерал Риджуей, а командващ 8-а армия става генерал-лейтенант Дж. Ван Флит.

### Настъплението на армията на КНДР (22 април–8 юли1951)
Отстъплението на севернокорейските войски спира и става ясно, че те вече събират подкрепления. Новите атаки са предприети на 22 април и скоро не остава съмнение, че целта е унищожението на 8-а армия на САЩ. 8-а армия отстъпва, но след това нанася ответен удар. На 29 април армията изнася силите си далеч на юг от 38-ия паралел, простиращи се по северните подстъпи на Сеул до Хичхон на изток и далеч на североизток до Японско море. На 16 май противникът започва втория етап от настъплението си. Основният удар е нанесен по южнокорейските сили на източния участък от фронта. Бързите ответни действия на американските части предотвратяват настъплението.
На 22 май 8-а армия преминава в контранастъпление по целия фронт, преминава 38-ия паралел и продължава настъплението. Целта е да се придобие надмощие над стратегическия „железен триъгълник“ (Чхорвон – Пхенган – Кимхва), който позволява да се контролират транспорта и комуникациите на Централна Корея и водохранилището на Хвачхон. Първоначалната разредена съпротива на противника се усилва, но към средата на юни войските на ООН успяват да овладеят южната част на района.
По това време Корейската война придобива позиционен характер и в две последователни години се води т.нар. „Планинска битка“, водеща се в протежение на 250 км. фронт. Арена на ожесточените боеве стават планината „Белият Кон“, хребета „Надежда“. Военновъздушните сили на ООН, които дотогава изпълняват поддръжка, нанасят удар по складова база и по транспортните артерии. Въздушните битки между американските Ф-86 и съветските МиГ-15 откриват ерата на сраженията на реактивните самолети. Районът от р. Ялуцзян до Пхенян на юг получава название Алея на МИГ-овете. Превъзходството във въздуха на силите на ООН принуждава севернокорейците да се установят на манчжурско летище, което е недостъпно за самолетите на ООН. Пълното господство на силите на ООН в Корейско море позволява на корабите под флага на ООН да обстрелват севернокорейските позиции по крайбрежието. Огромна роля в Корейската война изиграват хеликоптерите. Използвали са се за доставки в тила, евакуация и превоз на ранени.

### Мирните преговори
На 24 юни 1951 става ясно, че конфликтът е към своя край. При обсъждането на Генералната асамблея на ООН съветският представител Я. А. Малик внася предложение за прекратяване на огъня в Корея. По указания на Вашингтон генерал Риджуей на 30 юни изнася предложение по радиото на военните представители на ООН и Северна Корея за преговори и прекратяване на огъня. Мирните преговори започват на 10 юли в Кесън, а след това се пренасят в Пханмунджом. Накрая е постигнато съгласие за установяване на неутрална територия и наказания в случай на нарушения. Необходимо е  изготвянето на съглашение за изграждане на демаркационна линия и демилитаризирана зона от воюващите страни. На 27 ноември е изготвено друго съглашение за примирие, в основата на което е заложено състоянието на съществуващия вече договор.
Започва обсъждането на проблема по инспекцията на демаркационната линия. Страните стигат до компромис: провеждането на инспекцията е възложено на наблюдатели от неутрални страни. Предложението на КНДР, че СССР е неутрална, не е прието от ООН и мирните преговори застиват на място.
На 2 януари 1952 представителите на ООН в Пханмунджом предлагат мирните преговори да се извършат на доброволни начала и да се освободят военнопленници. Комунистическа Корея отхвърля това предложение и на 8 октомври 1952 г., ООН прекратява мирните преговори. Обществото настоява пленените китайци и севернокорейци да имат право да се завърнат в родината си. ООН предполага, че много от тях предпочитат да останат в Южна Корея.
Надеждата за примирие се подновява на 28 март 1953, когато КНДР обявява, че е готова да приеме предложението на ООН за размяна на болни и ранени военнопленници. Генерал М. Кларк сменя Риджуей от поста главнокомандващ въоръжените сили на ООН и заявява, че приветства възстановяването на мирните преговори.
На 11 април ООН и Северна Корея подписват спогодба за обмяната на военнопленници. През април и май 1953 г. комунистическият режим освобождава 684 пленници от войските на ООН и Северна Корея си връща 6670 пленници.
На 26 април 1953 ООН и КНДР възобновяват мирните преговори в Пханмунджон. Накрая комунистите отстъпват на ООН, заради това че нито един пленник не е върнат в родината си против волята му.
Подписването на мирния договор се състои на 27 юли 1953 г. Създадена е и 4-км буферна зона между двете страни. Тази линия увеличава територията на Южна Корея с 3900 кв. км. Създадена е международна комисия за наблюдение на примирието с представители на Швеция, Швейцария, Чехословакия и Полша.
Войната приключва само с примирие, като и до днес Северна Корея настоява да подпише мирен договор със САЩ. Войната в Корея коства на САЩ 18 млн. долара. В Южна Корея без дом остават близо 2,5 млн. души. Около 1 млн. цивилни лица загиват.